# スポーツオーソリティ (米国)
スポーツオーソリティ（Sports Authority）は、かつてアメリカ合衆国コロラド州イングルウッドに本社を置き展開されていた全米最大級のスポーツ用品専門店チェーン。ならびに、日本において株式会社メガスポーツ（イオングループ）が展開していたスポーツ専門店チェーン。ここではアメリカで展開していたスポーツオーソリティ社について記す。

## 概要
1973年、フロリダ州フォートローダーデール地区に1号店を出店。1990年にKmart傘下となったが、1995年に会社分割。2003年には、ガートスポーツ社（1928年創業のスポーツ用品専門店チェーン）と経営統合した。これにより創業年は、ガートスポーツ社が2001年に買収したオッシュマンズ・スポーティング・グッズの1919年となった。
最盛期には、45の州とプエルトリコで463店舗を運営していた。同社のウェブサイトはGSIコマースプラットフォーム上にあり、小売店やその他のマルチチャネルプログラムをサポートしていた。
2016年3月2日、デラウェア州の裁判所へ連邦倒産法第11章に基づく会社更生手続適用を申請。会社更生手続きを適用したが売却先が決まらず、5月25日にCEOのマイケル・フォスが8月末までに全店舗を閉鎖すると発表。その後、事業は清算された。同社の商標等の知的財産権は同年7月に、競合であったディックス・スポーティング・グッズ社が落札した。